# 니시요도가와구
니시요도가와구(일본어: 西淀川区 니시요도가와쿠[*])는 일본 오사카부 오사카시를 구성하는 24개 구 중 하나이다.
시내의 유수한 공업 지구로 발전해 왔지만 근래에는 불황으로 폐업한 공장의 광대한 철거지가 증가하였다. 우메다로의 접근성이 좋아서 맨션 건설이 진행되어 주택지 정비도 진행되고 있다. 인구는 최근 몇 년 동안 증가하는 경향이다. 서쪽의 나카지마는 매립 공업지대이다.

## 인접한 지자체
- 요도가와구
- 고노하나구
- 후쿠시마구
- 효고현 아마가사키시

## 역사
- 1925년 4월 1일 - 니시나리군 4정 3촌이 오사카시에 편입되어 성립하였다.
- 1943년 4월 1일 - 오사카시의 22구 분증구 및 행정구 경계 재검토와 함께 요도강 이남 구역 및 요도강 이북의 도카이도 본선 동쪽 구역을 다른 구로 분리하였다.

## 교통

### 철도
- 서일본 여객철도
  - JR 도자이선
    - (← 후쿠시마구 에비에역) - 미테지마역 - (요도가와구 가시마역 →)

- 한신 전기 철도
  - 본선
    - (← 요도가와구 요도가와역) - 히메지마역 - 지부네역 - (아마가사키시 구이세역 →)

  - 난바선
    - (← 고노하나구 덴포역) - 후쿠역 - 데키지마역 - (아마가사키시 다이모쓰역 →)

### 도로
- 한신 고속도로
- 국도 제2호선
- 국도 제43호선